# باشگاه فوتبال آتالانتا در فصل ۲۰–۲۰۱۹
فصل ۲۰۲۰–۲۰۱۹ نهمین فصل حضور متوالی باشگاه فوتبال آتالانتا در بالاترین سطح فوتبال ایتالیا است. تیم آتالانتا علاوه شرکت در سری آ و کوپا ایتالیا، در لیگ قهرمانان اروپا نیز شرکت می‌کند.
این فصل، چهارمین فصل حضور جان پیرو گاسپرینی به عنوان سرمربی آتالانتا است که توانست با کسب مقام سومی در سری آ فصل قبل، این تیم را برای اولین به لیگ قهرمانان اروپا برساند.
به دلیل استاندارد نبودن ورزشگاه آتلتی آتزوری دایتالیا برای بازی‌های اروپایی، باشگاه آتالانتا پس از توافق با دو باشگاه میلان و اینتر ورزشگاه سن سیرو را به عنوان ورزشگاه بازی‌های خانگی خود انتخاب کرد. نراتزوری‌های برگامو در مرحله گروهی با تیم‌های منچسترسیتی، شاختار دونتسک و دینامو زاگرب هم گروه شدند. شاگردان گاسپرینی در سه بازی اول سه شکست را متحمل شدند، اما در ادامه و در دور برگشت با کسب نتایج مطلوب به عنوان تیم دوم به مرحله حذفی صعود کردند. پس از برتری ۵–۸ در مجموع د بازی رفت و برگشت مقابل والنسیا، تیم آتالانتا در یک چهارم نهایی به مصاف تیم پاری سن ژرمن رفت که با وجود برتری یک گله در واپسین دقایق بازی، پاریسی‌ها دو گل به ثمر رساندند و برنده شدند. با این نتیجه، آتالانتا حذف شد.
لوئیس موریل، دووان زاپاتا و یوسیپ ایلیچیچ سه گلزن برتر این فصل آتالانتا، همگی در سری آ بیش از ۱۵ گل به ثمر رساندند که این رکورد در تاریخ فوتبال ایتالیا بی‌سابقه بود. همچنین شاگردان گاسپرینی، با وارد کردن ۹۸ گل به دروازه‌های حریفان رکورد بیشترین گل زده در یک فصل در تاریخ سری آ نیز از آن خود کردند.

## بازیکنان

### لیست تیم
آخرین بروزرسانی در ۱ مارس ۲۰۲۰
| ش                                       | بازیکن              | کشور     | پست(ها)                                 | تاریخ تولد (سن در آغاز فصل) | باشگاه قبلی                     | سال ورود به تیم | پایان قرارداد | بازی  | گل    |
| گلرها                                   | گلرها               | گلرها    | گلرها                                   | گلرها                       | گلرها                           | گلرها           | گلرها         | گلرها | گلرها |
| --------------------------------------- | ------------------- | -------- | --------------------------------------- | --------------------------- | ------------------------------- | --------------- | ------------- | ----- | ----- |
| ۳۱                                      | فرانچسکو روسی       | ایتالیا  | دروازه‌بان (فوتبال)                      | ۲۷ آوریل ۱۹۹۱ ‏(۳۳ سال)      | Youth Sector                    | ۲۰۰۹            | ۲۰۲۰          | ۲     | ۰     |
| ۵۷                                      | مارکو اسپورتیلو     | ایتالیا  | دروازه‌بان (فوتبال)                      | ۱۰ مهٔ ۱۹۹۲ ‏(۳۲ سال)         | باشگاه فوتبال کارپی             | ۲۰۱۳            | ۲۰۲۰          | ۹۱    | ۰     |
| ۹۵                                      | پیرلوئیجی گولینی    | ایتالیا  | دروازه‌بان (فوتبال)                      | ۱۸ مارس ۱۹۹۵ ‏(۲۹ سال)       | باشگاه فوتبال استون ویلا        | ۲۰۱۷            | ۲۰۲۳          | ۶۱    | ۰     |
| مدافعان                                 |                     |          |                                         |                             |                                 |                 |               |       |       |
| ۲                                       | رافائل تولوی        | برزیل    | مدافع                                   | ۱۰ اکتبر ۱۹۹۰ ‏(۳۴ سال)      | باشگاه فوتبال سائو پائولو       | ۲۰۱۵            | ۲۰۲۰          | ۱۴۹   | ۸     |
| ۳                                       | ماتیا کالدارا       | ایتالیا  | مدافع                                   | ۵ مهٔ ۱۹۹۴ ‏(۳۰ سال)          | باشگاه فوتبال آ.ث. میلان        | ۲۰۲۰            | ۲۰۲۱          | ۲     | ۰     |
| ۴                                       | بوسکو سوتالو        | کرواسی   | مدافع / مدافع / مدافع                   | ۱ ژانویهٔ ۲۰۰۰ ‏(۲۵ سال)      | باشگاه فوتبال اوسیک             | ۲۰۲۰            | ۲۰۲۴          | ۰     | ۰     |
| ۶                                       | خوزه لوئیس پالومینو | آرژانتین | مدافع                                   | ۵ ژانویهٔ ۱۹۹۰ ‏(۳۵ سال)      | باشگاه فوتبال لودوگورتس رازگراد | ۲۰۱۷            | ۲۰۲۰          | ۷۷    | ۳     |
| ۷                                       | لنارت کژیبورا       | آلمان    | مدافع                                   | ۳ مهٔ ۱۹۹۹ ‏(۲۵ سال)          | باشگاه فوتبال هراکس آلملو       | ۲۰۲۰            | ۲۰۲۴          | ۰     | ۰     |
| ۸                                       | رابین گوسنس         | آلمان    | مدافع / مدافع / هافبک                   | ۵ ژوئیهٔ ۱۹۹۴ ‏(۳۰ سال)       | باشگاه فوتبال هراکس آلملو       | ۲۰۱۷            | ۲۰۲۰          | ۷۱    | ۱۱    |
| ۱۹                                      | برات دیمیسیتی       | آلبانی   | مدافع / مدافع / مدافع                   | ۱۹ فوریهٔ ۱۹۹۳ ‏(۳۲ سال)      | باشگاه فوتبال زوریخ             | ۲۰۱۶            | ۲۰۱۹          | ۴۹    | ۲     |
| ۲۱                                      | تیموتی کاستانیه     | بلژیک    | مدافع / مدافع                           | ۵ دسامبر ۱۹۹۵ ‏(۲۹ سال)      | باشگاه فوتبال خنک               | ۲۰۱۷            | ۲۰۲۰          | ۶۲    | ۵     |
| ۲۲                                      | رائول بلانووا       | ایتالیا  | مدافع                                   | ۱۷ مهٔ ۲۰۰۰ ‏(۲۴ سال)         | باشگاه فوتبال بوردو             | ۲۰۲۰            | ۲۰۲۱          | ۰     | ۰     |
| ۳۳                                      | هانس هاتبوئر        | هلند     | مدافع                                   | ۹ ژانویهٔ ۱۹۹۴ ‏(۳۱ سال)      | باشگاه فوتبال خرونینگن          | ۲۰۱۷            | ۲۰۲۲          | ۹۵    | ۵     |
| هافبک‌ها                                 |                     |          |                                         |                             |                                 |                 |               |       |       |
| ۵                                       | آدرین تامیز         | فرانسه   | هافبک                                   | ۴ فوریهٔ ۱۹۹۴ ‏(۳۱ سال)       | باشگاه فوتبال نیس               | ۲۰۲۰            | ۲۰۲۰          | ۲     | ۰     |
| ۱۱                                      | رمو فرولر           | سوئیس    | هافبک                                   | ۱۵ آوریل ۱۹۹۲ ‏(۳۲ سال)      | باشگاه فوتبال لوتسرن            | ۲۰۱۶            | ۲۰۲۳          | ۱۲۹   | ۱۵    |
| ۱۵                                      | مارتن دی رون        | هلند     | هافبک                                   | ۲۹ مارس ۱۹۹۱ ‏(۳۳ سال)       | باشگاه فوتبال میدلزبرو          | ۲۰۱۷            | ۲۰۲۲          | ۹۱    | ۶     |
| ۱۸                                      | روسلان مالینووسکی   | اوکراین  | هافبک / هافبک / مهاجم (فوتبال)          | ۴ مهٔ ۱۹۹۳ ‏(۳۱ سال)          | باشگاه فوتبال خنک               | ۲۰۱۹            | ۲۰۲۴          | ۲۲    | ۳     |
| ۷۲                                      | یوسیپ ایلیچیچ       | اسلوونی  | هافبک / هافبک / مهاجم (فوتبال)          | ۲۹ ژانویهٔ ۱۹۸۸ ‏(۳۷ سال)     | باشگاه فوتبال فیورنتینا         | ۲۰۱۷            | ۲۰۲۰          | ۸۳    | ۳۸    |
| ۸۸                                      | ماریو پاشالیچ       | کرواسی   | هافبک / هافبک / هافبک                   | ۹ فوریهٔ ۱۹۹۵ ‏(۳۰ سال)       | باشگاه فوتبال چلسی              | ۲۰۱۸            | ۲۰۲۰          | ۵۶    | ۱۰    |
| مهاجمان                                 |                     |          |                                         |                             |                                 |                 |               |       |       |
| ۹                                       | لوئیس موریل         | کلمبیا   | مهاجم (فوتبال) / مهاجم (فوتبال)         | ۱۶ آوریل ۱۹۹۱ ‏(۳۳ سال)      | باشگاه فوتبال سویا              | ۲۰۱۹            | ۲۰۲۳          | ۲۲    | ۱۳    |
| ۱۰                                      | پاپو گومز           | آرژانتین | مهاجم (فوتبال) / مهاجم (فوتبال)         | ۱۵ فوریهٔ ۱۹۸۸ ‏(۳۷ سال)      | باشگاه فوتبال متالیست خارکوف    | ۲۰۱۴            | ۲۰۲۲          | ۱۸۷   | ۴۵    |
| ۱۷                                      | روبرتو پیکولی       | ایتالیا  | مهاجم (فوتبال)                          | ۲۷ ژانویهٔ ۲۰۰۱ ‏(۲۴ سال)     | Youth Sector                    |                 |               | ۲     | ۰     |
| ۷۹                                      | اماد دیالو          | ساحل عاج | مهاجم (فوتبال) / مهاجم (فوتبال) / هافبک | ۱۱ ژوئیهٔ ۲۰۰۲ ‏(۲۲ سال)      | Youth Sector                    | ۲۰۱۹            |               | ۳     | ۱     |
| ۹۰                                      | ابریما کولی         | گامبیا   | مهاجم (فوتبال) / هافبک / هافبک          | ۱ فوریهٔ ۲۰۰۰ ‏(۲۵ سال)       | Youth Sector                    | ۲۰۱۹            |               | ۱     | ۰     |
| ۹۱                                      | دووان زاپاتا        | کلمبیا   | مهاجم (فوتبال)                          | ۱ آوریل ۱۹۹۱ ‏(۳۳ سال)       | باشگاه فوتبال سمپدوریا          | ۲۰۱۸            | ۲۰۲۳          | ۵۲    | ۳۴    |
| بازیکنانی که در طول فصل از تیم جدا شدند |                     |          |                                         |                             |                                 |                 |               |       |       |
| ۴                                       | سیمون کیایر         | دانمارک  | مدافع / هافبک                           | ۲۶ مارس ۱۹۸۹ ‏(۳۵ سال)       | باشگاه فوتبال سویا              | ۲۰۱۹            | ۲۰۲۰          | ۵     | ۰     |
| ۵                                       | آندره‌آ مازیلو       | ایتالیا  | مدافع / مدافع                           | ۵ فوریهٔ ۱۹۸۶ ‏(۳۹ سال)       | باشگاه فوتبال باری              | ۲۰۱۱            | ۲۰۲۰          | ۱۵۷   | ۸     |
| ۷                                       | آرکادیوش رتسا       | لهستان   | مدافع                                   | ۱۷ ژوئن ۱۹۹۵ ‏(۲۹ سال)       | Wisła Płock                     | ۲۰۱۸            | ۲۰۲۲          | ۳     | ۰     |
| ۱۳                                      | گیلرمه آرانا        | برزیل    | مدافع                                   | ۱۴ آوریل ۱۹۹۷ ‏(۲۷ سال)      | باشگاه فوتبال سویا              | ۲۰۱۹            | ۲۰۲۰          | ۴     | ۰     |
| ۴۱                                      | راجر ایبنز          | برزیل    | مدافع                                   | ۲۳ نوامبر ۱۹۹۸ ‏(۲۶ سال)     | باشگاه فوتبال فلومیننزه         | ۲۰۱۹            | ۲۰۲۳          | ۱     | ۰     |
| ۹۹                                      | موسی بارو           | گامبیا   | مهاجم (فوتبال) / مهاجم (فوتبال)         | ۱۴ نوامبر ۱۹۹۸ ‏(۲۶ سال)     | Youth Sector                    | ۲۰۱۷            | ۲۰۲۰          | ۴۱    | ۴     |

## نقل و انتقالات
| تاریخ انتقال  | پست | بازیکن            | سن | انتقال از | مبلغ             |
| ------------- | --- | ----------------- | -- | --------- | ---------------- |
| ۱ ژوئیه ۲۰۱۹  | FW  | لوئیس موریل       | ۲۸ | سویا      | ۱۵ میلیون یورو   |
| ۲ ژوئیه ۲۰۱۹  | DF  | مارکو وارنیر      | ۲۱ | چیتادلا   | ۵ میلیون یورو    |
| ۱۶ ژوئیه ۲۰۱۹ | MF  | روسلان مالینووسکی | ۲۶ | گنک       | ۱۳٬۷ میلیون یورو |
| ۹ اوت ۲۰۱۹    | DF  | مارتین شکرتل      | ۳۴ | فنرباغچه  |                  |

| تاریخ انتقال   | پست | بازیکن           | سن | انتقال به          | مبلغ           |
| -------------- | --- | ---------------- | -- | ------------------ | -------------- |
| ۱ ژوئیه ۲۰۱۹   | MF  | فرانک کسیه       | ۲۲ | آث میلان           | ۲۴ میلیون یورو |
| ۱ ژوئیه ۲۰۱۹   | MF  | برایان کریستانته | ۲۴ | رم                 | ۲۲ میلیون یورو |
| ۱ ژوئیه ۲۰۱۹   | FW  | آندره‌آ پتانیا    | ۲۴ | اسپال              | ۱۲ میلیون یورو |
| ۲ سپتامبر ۲۰۱۹ | DF  | مارتین شکرتل     | ۳۴ | استانبول باشاک‌شهیر | فسخ قرارداد    |

| تاریخ انتقال   | پست | بازیکن        | سن | قرض گرفته شده از | یادداشت                                              |
| -------------- | --- | ------------- | -- | ---------------- | ---------------------------------------------------- |
| ۲۸ اوت ۲۰۱۹    | DF  | گیلرمه آرانا  | ۲۲ | سویا             | بند خرید ۸ تا ۹ میلیون یورویی                        |
| ۲ سپتامبر ۲۰۱۹ | DF  | سیمون کیایر   | ۳۰ | سویا             |                                                      |
| ۱۲ ژانویه ۲۰۲۰ | DF  | ماتیا کالدارا | ۲۵ | آث میلان         | انتقال قرضی ۱۸ ماهه با ۱۵ میلیون یورو بند خرید دائمی |

| تاریخ انتقال | پست | بازیکن        | سن | قرض به | نوع انتقال                     |
| ------------ | --- | ------------- | -- | ------ | ------------------------------ |
| ۲۸ اوت ۲۰۱۹  | DF  | آرکادیوش رتسا | ۲۴ | اسپال  | به صورت قرضی با بند خرید دائمی |

## بازی‌های پیش فصل و دوستانه
| ۱۸ ژوئیه ۲۰۱۹ بازی باشگاهی دوستانه | آتالانتا | ۹ – ۰ | بروساپورتو | کلوسونه، ایتالیا                    |
|                                    | کولی ۴'، ۱۰' · توماسی ۱۶' (گل به خودی) · اسپوسیتو ۳۲' (گل به خودی) · مالینووسکی ۳۵' (پنالتی) · دیالو ۵۵'، ۵۷'، ۷۰' · موریل ۶۰' · | گزارش |            | ورزشگاه: مرکز ورزشی شهرداری کلوسونه |

| ۲۱ ژوئیه ۲۰۱۹ دوستانه                               | آتالانتا                                             | ۶ – ۰ | رناته | کلوسونه، ایتالیا                                                 |
|                                                     | بارو ۱'، ۱۳' · گومز ۹' · کولی ۴۶'، ۶۷' · موریل ۵۲' · | گزارش |       | ورزشگاه: مرکز ورزشی شهرداری کلوسونه داور: جورجیو بوزتو (ایتالیا) |
| یادداشت: این بازی در دو نیمه ۳۵ دقیقه ای برگزار شد. |                                                      |       |       |                                                                  |

| ۲۷ ژوئیه ۲۰۱۹ دوستانه | سوانسی سیتی                           | ۲ – ۱ | آتالانتا     | سوانسی، ولز             |
|                       | هاتبوئر ۶۲' (گل به خودی) · رابرتس ۶۷' | گزارش | ایلیچیچ ۵' · | ورزشگاه: ورزشگاه لیبرتی |

| ۳۰ ژوئیه ۲۰۱۹ دوستانه | نوریچ        | ۱ – ۴ | آتالانتا                                  | نوریچ                     |
|                       | کانتول ۱۶' · | گزارش | موریل ۴۵'، ۶۲' · پاشالیچ ۸۵' · بارو ۱+۹۰' | ورزشگاه: ورزشگاه کارو رود |

| ۲ اوت ۲۰۱۹ دوستانه | لسترسیتی              | ۲ – ۱ | آتالانتا             | لستر                                                   |
|                    | پرز ۶۲' · واردی ۷۶' · | گزارش | موریل ۸۹' (پنالتی) · | ورزشگاه: ورزشگاه کینگ پاور داور: گراهام اسکات (انگلیس) |

| ۱۰ اوت ۲۰۱۹ دوستانه | ختافه                                                    | ۴ – ۱ | آتالانتا             | ختافه، اسپانیا                                                      |
|                     | آرامبری ۹' · برگارا ۶۲' · ماتیاس الیورا ۸۲' · آنخل ۹۰' · | گزارش | موریل ۶۴' (پنالتی) · | ورزشگاه: ورزشگاه کولیسیوم آلفونسو پرز داور: کارلوس دل سرو (اسپانیا) |

## رقابت‌ها

### سری آ

#### جایگاه در جدول
| رتبه | تیم         | بازی | برد | مساوی | باخت | گل زده | گل خورده | گل تفاضل | امتیاز | صعود یا سقوط                              |
| ---- | ----------- | ---- | --- | ----- | ---- | ------ | -------- | -------- | ------ | ----------------------------------------- |
| ۱    | یوونتوس (C) | ۳۸   | ۲۶  | ۵     | ۷    | ۷۶     | ۴۳       | ۳۳+      | ۸۳     | راه‌یابی به مرحله گروهی لیگ قهرمانان اروپا |
| ۲    | اینتر میلان | ۳۸   | ۲۴  | ۱۰    | ۴    | ۸۱     | ۳۶       | ۴۵+      | ۸۲     | راه‌یابی به مرحله گروهی لیگ قهرمانان اروپا |
| ۳    | آتالانتا    | ۳۸   | ۲۳  | ۹     | ۶    | ۹۸     | ۴۸       | ۵۰+      | ۷۸     | راه‌یابی به مرحله گروهی لیگ قهرمانان اروپا |
| ۴    | لاتزیو      | ۳۸   | ۲۴  | ۶     | ۸    | ۷۹     | ۴۲       | ۳۷+      | ۷۸     | راه‌یابی به مرحله گروهی لیگ قهرمانان اروپا |
| ۵    | رم          | ۳۸   | ۲۱  | ۷     | ۱۰   | ۷۷     | ۵۱       | ۲۶+      | ۷۰     | راه‌یابی به مرحله گروهی لیگ اروپا          |

1. 1 2  Atalanta finished ahead of Lazio on head-to-head points: Lazio 3–3 Atalanta, Atalanta 3–2 Lazio.

#### روند هفتگی
| هفته   | ۱ | ۲  | ۳ | ۴ | ۵ | ۶ |
| ------ | - | -- | - | - | - | - |
| زمین   | ب | م  | ب | خ | ب | ب |
| نتیجه  | پ | ش  | پ | م | پ | پ |
| جایگاه | ۴ | ۱۱ | ۵ | ۶ | ۳ | ۳ |

منبع: بازی‌ها
زمین: خ = خانه؛ ب = بیرون از خانه. دست‌آورد: پ = پیروزی؛ م = مساوی؛ ش = شکست؛ ع = معوق.

#### بازی‌ها
برد   مساوی   باخت   به تعویق افتاد

#### خلاصه نتایج
| مجموع | مجموع  | مجموع | مجموع | مجموع | مجموع | مجموع | مجموع | خانه | خانه | خانه | خانه | خانه | خانه | مهمان | مهمان | مهمان | مهمان | مهمان | مهمان |
| بازی  | امتیاز | پ     | ت     | ش     | گ‌ز    | گ‌خ    | ت‌گ    | پ    | ت    | ش    | گ‌ز   | گ‌خ   | ت‌گ   | پ     | ت     | ش     | گ‌ز    | گ‌خ    | ت‌گ    |
| ----- | ------ | ----- | ----- | ----- | ----- | ----- | ----- | ---- | ---- | ---- | ---- | ---- | ---- | ----- | ----- | ----- | ----- | ----- | ----- |
| ۳۸    | ۷۸     | ۲۳    | ۹     | ۶     | ۹۸    | ۴۸    | ۵۰+   | ۱۲   | ۲    | ۵    | ۵۱   | ۲۶   | ۲۵+  | ۱۱    | ۷     | ۱     | ۴۷    | ۲۲    | ۲۵+   |

منبع: Competitive matches

پ = پیروزی؛ ت = تساوی؛ ش = شکست؛ گ‌ز = گل زده؛ گ‌خ = گل خورده؛ ت‌گ = تفاضل گل